# Киниох
Киниох (гэльск. Cínaed mac Luchtren) — король пиктов в 617—631/633 годах.

## Биография
Хроника пиктов повествует о том, что Киниох правил четырнадцать или шестнадцать лет.
Киниох умер в 631 или 633 году. Его преемником стал Гартнарт III.